# Национальное движение (Испания)
Национальное движение (исп. Movimiento Nacional), также известное просто как Движение (исп. Movimiento) — политическое движение во Франкистской Испании, созданное генералом Франсиско Франко в 1937 году во время гражданской войны в Испании, которое претендовало на роль единственного канала участия в общественной жизни страны. С изменением хода Второй мировой войны Франко начал дистанцироваться от фашистских держав. В сентябре 1943 года он отдал приказ, чтобы впредь официальные средства массовой информации называли правящую Испанскую Традиционалистскую Фалангу союзов национал-синдикалистского наступления «движением», а не партией. Отныне совокупность организаций и механизмов, составлявших режим Франко, получила общее название «Национальное движение». Распущена в 1977 году, после смерти диктатора и начала перехода Испании к демократии. В то же время, отдельные социальные черты, типичные для франкизма, сохранились в испанском обществе по сей день.

## Состав
В состав Национального движения входили:
- правящая и единственная в стране легальная партия под названием Испанская Традиционалистская Фаланга союзов национал-синдикалистского наступления (исп. Falange Española Tradicionalista y de las Juntas de Ofensiva Nacional Sindicalista, FET y de las JONS), которая была создана в начале гражданской войны в Испании. Другие партии были запрещены (названием «партия» запрещалось обозначать организации любого типа).
- Единственная в стране профсоюзная организация под названием Организация профсоюзов Испании (исп. Organización Sindical Española, OSE, широко известная как Sindicato Vertical), состоящая из корпоративистских организаций, объединяющих работодателей и рабочих, в противовес классовой борьбе марксизма.
- Множество общественных организаций, которые стремились стать вездесущими в общественной и частной жизни: Молодёжный фронт (исп. Frente de Juventudes), который также издавал еженедельник Flechas y Pelayos для детей и подростков, Женская секция (исп. Sección Femenina) со знаменитой секцией «Хоры и танцы Испании» (исп. Coros y Danzas de España), призванной спасти фольклор и оживить «профсоюзные демонстрации», а также программой «Социальное служение» (исп. Servicio Social), участие в которой было обязательным требованием для женщин, желающих получить высшее образование, благотворительная организация «Социальная помощь» (исп. Auxilio Social), которая организовывала раздачу продуктов питания, помогала сиротам и прочее, культурно-рекреационная организация «Образование и отдых» (исп. Educación y Descanso) при профсоюзах и другие.
- Все государственные служащие и лица, занимающие государственные должности, включая профессоров университетов и членов Королевских академий, которые были обязаны принести присягу в соответствии с принципами Национального движения.

## Руководство
Национальное движение возглавлял сам Франсиско Франко, занимавший пост Руководитель движения (исп. Jefe del Movimiento), которому помогал «министр-генеральный секретарь движения» (исп. Ministro-secretario general del Movimiento). Наиболее видными членами были национальные советники движения, которые периодически собирались на ассамблее под названием «Национальный совет движения» (исп. Consejo Nacional del Movimiento), проходившей во дворце Сената, и вместе с Испанскими кортесами создавая видимость двухпалатной парламентской системы. Сеть Движения распространилась вниз по всей стране и всем учреждениям, достигнуввключая мэров, которые исполняли обязанности местного руководителя Движения.
Людей, которые твёрдо отождествля себя с Национальным движением, в просторечии называли «фалангистас» или «азулес» («синие»), из-за цвета рубашек, которые носили ополченцы Фаланги, фашистской организации Хосе Антонио Примо де Ривера, созданной во время Второй Испанской республики. Ветеранов, то есть присоединившихся к Фаланге до 1936 года, называли «Старые рубашки» (исп. Camisas viejas), в отличие от позже присоединившихся, «Новых рубашек» (исп. Camisas nuevas), которых подозревали в оппортунизме карьеризме и других корыстных мотивах для вступления в организацию.

## Идеология

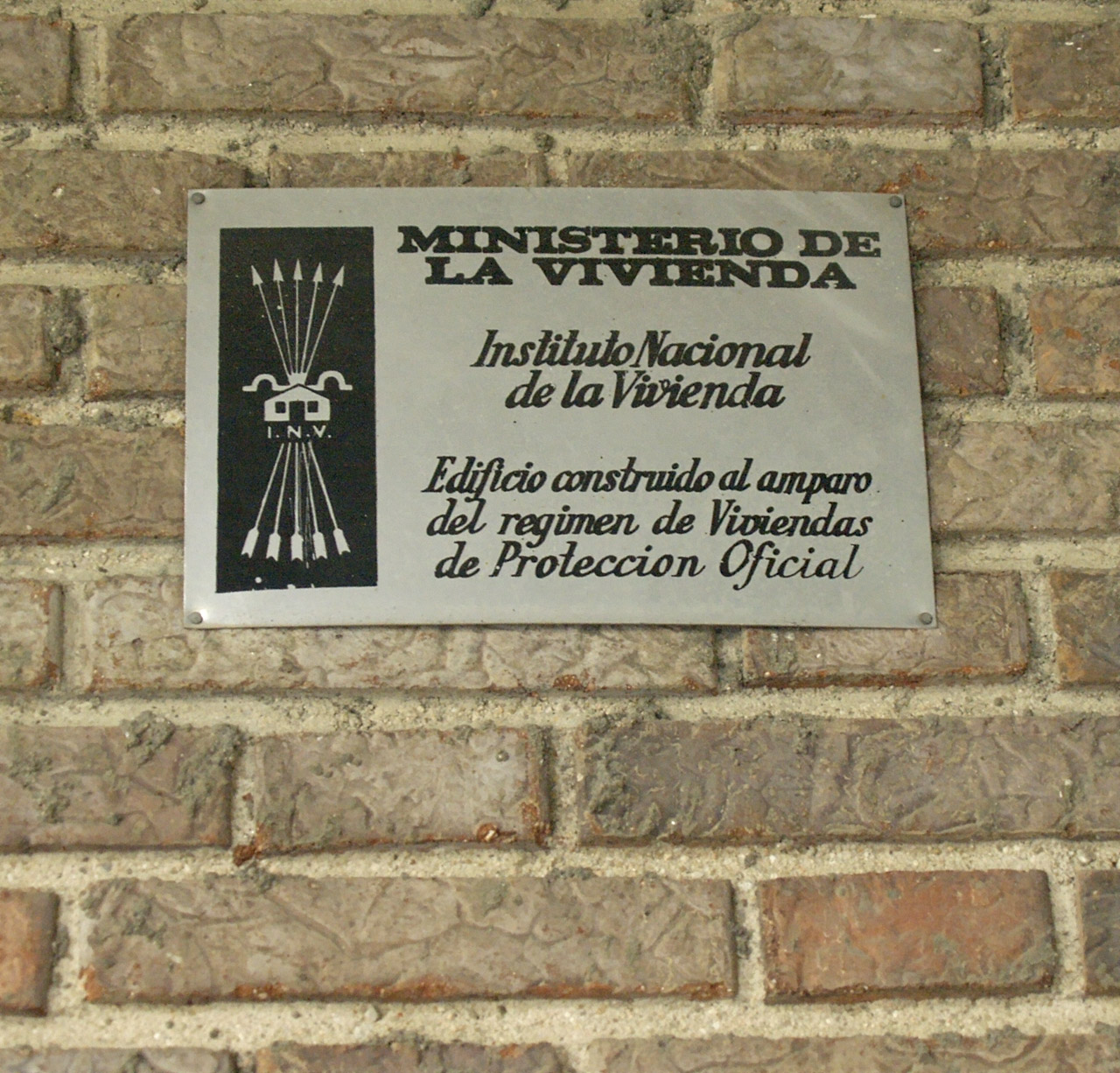
Логотип Национального жилищного института, которым обозначали государственное жильё. Фалангистская символика доминировали среди атрибутов девизов, униформы и символов используемых различными организациями Национального движения, которое таким образом символически присваивало любые места или деятельность, общественные или частные, вплоть до фильмов, фольклора и региональных танцев.

Идеологию Национального движения должен был выражать лозунг «Una, Grande y Libre!» (с исп. — «Единая, великая и свободная!»), который отстаивал неделимость Испани и отказ от регионализма и децентрализации, имперский характер испанского государства в прошлом (потерянные к XX веку колонии в Америке, Азии и Океании) и в настоящем (сохранившиеся испанские колонии в Африке), а также независимость от предполагаемого «иудео-масонско-марксистского международного заговора» (личная одержимость Франко), материализованного в лице Советского Союза, послевоенных европейских демократий, США (до заключения Мадридского пакта 1953 года) и любого «внешнего врага», который может угрожать нации в любое время; а также в отношении длинного списка «внутренних врагов», таких как «антиспанцы», «красные», «сепаратисты», «либералы», «евреи» и «масоны», в том числе «иудеомарксисты».
Национальное движение было франкистской версией концепции корпоративного общества, в котором должны присутствовать только так называемые «физические субъекты»: семья, муниципалитет и синдикаты.

Национальное движение — это объединение испанского народа во имя идеалов, которые дали жизнь Крестовому походу и составляют социальное и политическое движение этой интеграции.
Оригинальный текст (исп.)El Movimiento Nacional es la comunión de los españoles en los ideales que dieron vida a la Cruzada y constituyen el Movimiento social y político de esa integración.
— Торкуато Фернандес-Миранда

## Франкистские «семьи»
Поскольку во франкистской Испании было введено однопартийное правление и любая политическая деятельность за пределами Национального движения была запрещена, единственным практическим выражением плюрализма были так называемые «семьи режима» (исп. Familias del Regimen). Они представляли собой группировки общественных деятелей и групп давления, конкурирующие между собой внутри Движения. В их число входили четыре «семьи», чьё происхождение идёт от правых политических групп межвоенного периода: «фалангисты» (родом из фашистской Испанской фаланги 1934 и 1937 годов с преобладанием первых, Организации профсоюзов Испании (OSE) и сферы «социального» правительства); «традиционалисты» (карлисты); «монархисты» («Испанское обновление» и «Испанское действие»), имеющие хорошие связи с экономической элитой и военным командованием; и «католики» (такие организации как «Католическое действие» или «Католическая национальная ассоциация пропагандистов», которые обеспечивали поддержку Церкви и придерживались идеологии национал-католицизма). Кроме того, имелись группы консервативных правых, в основном бывших членов CEDA, военные (деятели, близкие к самому Франко, среди которых были так называемые «африканисты», участники «африканских кампаний») и национал-синдикалисты (которые контролировали бюрократию Движения: Фалангу, профсоюзы и другие организации, такие как Национальная группа бывших комбатантов, Женская секция и так далее). В 1950-е годы возникла новая семья — «технократы», консерваторы, связанные с Opus Dei, которые придерживались технократического подхода к управлению государством.
Залогом выживания режима была способность Франко сохранять единство столь разнородных групп, объединённых общим интересом сохранения каудильо у власти. Франко удерживал свою власть, уравновешивая их внутреннее соперничество, стараясь не проявлять фаворитизма ни к одной из «семей» и не допуская чрезмерного усиления какой-либо группы. Относительный плюрализм внутри франкизма побудил некоторых авторов, таких как Хуан Линц, определить режим Франко как авторитарный, а не тоталитарный.
Часть этих семей в конечном итоге перешла на диссидентские позиции. Так, часть «монархистов» были недовольны Франко, выступая за немедленную коронацию Хуана де Бурбона как короля, а значительная часть «католической семьи» в период «позднего франкизма» де-факто присоединились к оппозиционным христианско-демократическим группам.
В последние годы режима Франко, когда необходимость демократизации была принята большинством «семей», Карлос Ариас Наварро предложил закон о политических ассоциациях, который разрешил бы легализоваться тем политикам, которые были готовы декларировать уважением к принципм национального движения. Это вызвало яростное сопротивление наиболее реакционных элементов. В итоге победили сторонники реформы из числа «семей», которые также происходили из рядов «азулес», возглавляемые Адольфо Суаресом, министром-генеральным секретарём Движения в 1975—1976 годах, и было поддержано депутатами кортесов, которые проголосовали за Закон о политической реформе, совершив по мнению многих «харакири» или «политическое самоубийство».

## Репрессии и терроризм
Ряд организаций, связанных с Национальным движением, во время гражданской войны и в годы, последовавшие за ней активно участвовали в репрессиях, например, через информационные службы Фаланги или посредством отчётов и свидетельств о хорошем поведении или принадлежности к Движению, которые выдавались местными властями (муниципальными и даже церковными, например приходскими священниками). Весь аппарат Движения предоставлял данные, имевшие основополагающее значение для тюремного заключения или физического исчезновения противников режима Франко, участвовал в формировании комиссий по чистке, целью которых было удаление из государственного аппарата чиновников республиканского режима, которые проявили нелоялность к новому франкистскому «национальному государству». В частности, их доклады имели важную роль для чисток школьных учителей. Многие должности на государственной службе от младшего и среднего звена в органах управления до руководящих должностей, даже определённое количество преподавательских должностей в университетах (оставшихся свободными из-за войны и изгнания) были заняты людьми, связанными с Движением.
Репрессии по мере того, как режим Франко развивался в сторону того, что называлось «открытостью», стали более тонкими, хотя он никогда не переставал присутствовать, сумел стать повсеместным и интернализирован обществом.
В последние годы режима Франко его самые реакционные элементы стремились любой ценой сохранить Национальное движение в его самой чистой сути. Постепенно отдаляясь от власти, но сохраняя присутствие в средствах массовой информации (El Alcázar) и в некоторых учреждениях (Братство бывших комбатантов и других), а также имея поддержку среди прокурадоров (членов нижней палаты парламента) и части католических епископов, они постепенно радикализировались, что даже привело к появлению франкистского терроризма, например, группы «Партизаны короля Христа», которые нападали не только на политиков, но на всех, кого отождествляли с оппозицией франкизму (например, профсоюзные офисы и книжные магазины).

## Министр-генеральный секретарь Движения
| №                                               | Портрет | Фамилия                                                                | Срок полномочий      | Срок полномочий      | Срок полномочий | Прим. |
| №                                               | Портрет | Фамилия                                                                | Вступил в должность  | Покинул должность    | Дни             | Прим. |
| ----------------------------------------------- | ------- | ---------------------------------------------------------------------- | -------------------- | -------------------- | --------------- | ----- |
| 1                                               |         | Раймундо Фернандес-Куэста исп. Raimundo Fernández-Cuesta (1896—1992)   | 4 декабря 1937 года  | 9 августа 1939 года  | 1 год 248 дней  |       |
| 2                                               |         | Агустин Муньос Грандес исп. Agustín Muñoz Grandes (1896—1970)          | 9 августа 1939 года  | 16 марта 1940 года   | 220 дней        |       |
| Позиция вакантна (16 марта 1940 — 19 мая 1941)  |         |                                                                        |                      |                      |                 |       |
| 3                                               |         | Хосе Луис де Арресе исп. José Luis de Arrese (1905—1986)               | 19 мая 1941 года     | 20 июля 1945 года    | 4 года 62 дня   |       |
| Позиция вакантна (20 июля 1945 — 5 ноября 1948) |         |                                                                        |                      |                      |                 |       |
| (1)                                             |         | Раймундо Фернандес-Куэста                                              | 5 ноября 1948 года   | 15 февраля 1956 года | 7 лет 102 дня   |       |
| (3)                                             |         | Хосе Луис де Арресе                                                    | 15 февраля 1956 года | 25 февраля 1957 года | 1 год 10 дней   |       |
| 4                                               |         | Хосе Солис Руис исп. José Solís Ruiz (1913—1990)                       | 25 февраля 1957 года | 29 октября 1969 года | 12 лет 246 дней |       |
| 5                                               |         | Торкуато Фернандес-Миранда исп. Torcuato Fernández-Miranda (1915—1980) | 29 октября 1969 года | 3 января 1974 года   | 4 года 66 дней  |       |
| 6                                               |         | Хосе Утрера Молина исп. José Utrera Molina (1926—2017)                 | 3 января 1974 года   | 11 марта 1975 года   | 1 год 67 дней   |       |
| 7                                               |         | Фернандо Эрреро Техедор исп. Fernando Herrero Tejedor (1920—1975)      | 11 марта 1975 года   | 12 июня 1976 года    | 93 дня          |       |
| (4)                                             |         | Хосе Солис Руис                                                        | 13 июня 1975 года    | 11 декабря 1975 года | 181 день        |       |
| 8                                               |         | Адольфо Суарес исп. Adolfo Suárez (1932—2014)                          | 12 декабря 1975 года | 6 июля 1976 года     | 207 дней        |       |
| 9                                               |         | Игнасио Гарсия Лопес исп. Ignacio García López (1924—2017)             | 7 июля 1976 года     | 13 апреля 1977 года  | 280 дней        |       |

## Электоральная история
| Выборы | Лидер            | Испанские кортесы | Испанские кортесы | Испанские кортесы | Испанские кортесы | Правительство                 |
| Выборы | Лидер            | Голоса            | %                 | Места             | +/-               | Правительство                 |
| ------ | ---------------- | ----------------- | ----------------- | ----------------- | ----------------- | ----------------------------- |
| 1967   | Франсиско Франко |                   |                   | 564 из 564        | ▬ 0               | Единственная легальная партия |
| 1971   | Франсиско Франко | 7 294 134         | 100,00            | 561 из 561        | ▼ 3               | Единственная легальная партия |